# Canton de Moutiers-les-Mauxfaits
Le canton de Moutiers-les-Mauxfaits est une ancienne division administrative française située dans le département de la Vendée et la région des Pays-de-la-Loire.
Créé en 1790 en tant que canton des Moutiers-les-Maufaits, devenu canton de Moutiers-les-Maufaits en 1801 et connu sous ce nom au XIXe siècle, il est supprimé en avril 2015 à la suite d’un découpage cantonal opéré en 2014.

## Histoire
Sous la Révolution française, pendant la mise en œuvre des décrets de l’Assemblée nationale concernant la division du royaume en 83 départements (15 janvier et 16 février 1790), un décret particulier du 26 janvier 1790 porte implicitement création du canton au sein du district ; les textes de la Constituante sont par la suite ordonnés dans des lettres patentes de Louis XVI données le 4 mars 1790. La division admet alors un chef-lieu fixé dans la municipalité des Moutiers-les-Maufaits.
Le maintien du canton est projeté dans la loi concernant la division du territoire de la République et l’administration du 28 pluviôse an VIII (17 février 1800). Aussi, en vertu de l’arrêté du 9 brumaire an X (31 octobre 1801), onze communes rejoignent le canton (Angles, La Boissière-des-Landes, Chaillé-sous-les-Ormeaux, Château-Guibert, Curson, La Jonchère, Nesmy, Saint-Benoît, Saint-Florent-des-Bois, Le Tablier et La Tranche). Cependant, par loi du 21 juillet 1824, les communes de Chaillé-sous-les-Ormeaux, de Nesmy, de Saint-Florent-des-Bois et du Tablier sont attribuées au canton de Bourbon-Vendée (arrondissement de Bourbon-Vendée) tandis que celle de Château-Guibert intègre le canton de Mareuil (arrondissement de Bourbon-Vendée).
Les limites du canton sont modifiées après une loi du 2 novembre 1849 par laquelle sont attribuées à la commune de Grues (canton de Luçon) des parcelles de celle d’Angles.
Le 23 avril 1953, la commune de La Faute-sur-Mer est érigée à partir de parcelles de celle de La Tranche-sur-Mer.
Le 1er janvier 1974, la commune de Saint-Sornin est associée à celle de Saint-Vincent-sur-Graon.
| Janvier 1790 | Octobre 1801 | Juillet 1824 | Avril 1953 | Janvier 1974 |
| ------------ | ------------ | ------------ | ---------- | ------------ |
| 7            | 18           | 13           | 14         | 13           |

## Dénomination
Le canton est créé le 26 janvier 1790 sous le nom de « canton des Moutiers-les-Maufaits ».
Alors que l’arrêté du 9 fructidor an V (27 août 1801) relatif à la dénomination des communes et arrondissements de justices de paix prescrit comme graphie officielle de la commune et du canton celle contenue dans les tableaux de division en justices de paix, l’arrêté du 9 brumaire an X (31 octobre 1801) portant réduction des justices de paix du département de la Vendée attribue à la commune abritant le chef-lieu du canton le nom de « Moutiers-les-Maufaits ». Le canton est donc connu sous ce nom à partir de cette date.
Au cours du XIXe siècle, la commune de Moutiers-les-Maufaits prend comme appellation celle de « Moutiers-les-Mauxfaits », induisant le changement de nom du canton, qui conserve sa dénomination jusqu’à sa suppression.

## Géographie

### Situation administrative
Administrativement, le canton se situe au sein du département de la Vendée, dans le district des Sables-d’Ollonne de 1790 à 1795. À partir de la loi concernant la division du territoire de la République et l’administration (17 février 1800), le canton relève du premier arrondissement départemental, baptisé, au sens de l’arrêté du 9 brumaire an X (31 octobre 1801), « arrondissement des Sables-d’Olonne ».

### Surfaces et altitudes
| Commune                    | Surface (ha) | Altitude (m) | Altitude (m) |
| Commune                    | Surface (ha) | Mini         | Maxi         |
| -------------------------- | ------------ | ------------ | ------------ |
| Angles                     | 3 342        | 1            | 22           |
| La Boissière-des-Landes    | 2 383        | 32           | 82           |
| Le Champ-Saint-Père        | 2 475        | 1            | 75           |
| Curzon                     | 593          | 0            | 23           |
| La Faute-sur-Mer           | 1 249        | -2           | 17           |
| Le Givre                   | 726          | 2            | 72           |
| La Jonchère                | 1 154        | 2            | 35           |
| Moutiers-les-Mauxfaits     | 925          | 17           | 71           |
| Saint-Avaugourd-des-Landes | 2 087        | 35           | 77           |
| Saint-Benoist-sur-Mer      | 1 556        | 1            | 26           |
| Saint-Cyr-en-Talmondais    | 1 393        | 0            | 35           |
| Saint-Vincent-sur-Graon    | 4 880        | 0            | 79           |
| La Tranche-sur-Mer         | 2 104        | 0            | 25           |

## Composition

### Découpage du26 janvier 1790
| Municipalité                          | Période   | Réf. |
| ------------------------------------- | --------- | ---- |
| Champ-Saint-Père                      | 1790-1801 | ,    |
| Le Givre                              | 1790-1801 | ,    |
| Les Moutiers-les-Maufaits (chef-lieu) | 1790-1801 | ,    |
| Saint-Avaugour                        | 1790-1801 | ,    |
| Saint-Cir                             | 1790-1801 | ,    |
| Saint-Sernin                          | 1790-1801 | ,    |
| Saint-Vincent-sur-Graon               | 1790-1801 | ,    |

### Découpage du 9 brumaire anX
| Commune                           | Période   | Réf. |
| --------------------------------- | --------- | ---- |
| Angles                            | 1801-1824 | ,    |
| La Boissière-des-Landes           | 1801-1824 | ,    |
| Chaillé-sous-les-Ormeaux          | 1801-1824 | ,    |
| Le Champ-Saint-Père               | 1801-1824 | ,    |
| Château-Guibert                   | 1801-1824 | ,    |
| Curson                            | 1801-1824 | ,    |
| Le Givre                          | 1801-1824 | ,    |
| La Jonchère                       | 1801-1824 | ,    |
| Moutiers-les-Maufaits (chef-lieu) | 1801-1824 | ,    |
| Nesmy                             | 1801-1824 | ,    |
| Saint-Avaugour-des-Landes         | 1801-1824 | ,    |
| Saint-Benoît                      | 1801-1824 | ,    |
| Saint-Cyr                         | 1801-1824 | ,    |
| Saint-Florent-des-Bois            | 1801-1824 | ,    |
| Saint-Sornin                      | 1801-1824 | ,    |
| Saint-Vincent-sur-Graon           | 1801-1824 | ,    |
| Le Tablier                        | 1801-1824 | ,    |
| La Tranche                        | 1801-1824 | ,    |

### Découpage du 21 juillet 1824
| Commune                           | Période   | Réf. |
| --------------------------------- | --------- | ---- |
| Angles                            | 1824-2015 | ,    |
| La Boissière-des-Landes           | 1824-2015 | ,    |
| Le Champ-Saint-Père               | 1824-2015 | ,    |
| Curson                            | 1824-2015 | ,    |
| Le Givre                          | 1824-2015 | ,    |
| La Jonchère                       | 1824-2015 | ,    |
| Moutiers-les-Maufaits (chef-lieu) | 1824-2015 | ,    |
| Saint-Avaugour-des-Landes         | 1824-2015 | ,    |
| Saint-Benoît                      | 1824-2015 | ,    |
| Saint-Cyr                         | 1824-2015 | ,    |
| Saint-Sornin                      | 1824-1973 | ,    |
| Saint-Vincent-sur-Graon           | 1824-2015 | ,    |
| La Tranche                        | 1824-2015 | ,    |

## Représentation
Le canton de Moutiers-les-Mauxfaits est la circonscription d’élection d’un des membres du conseil général de la Vendée, désigné lors des élections cantonales.

### Liste des conseillers généraux de 1833 à 2015
| Période                      | Période                       | Identité            | Étiquette   | Qualité |
| ---------------------------- | ----------------------------- | ------------------- | ----------- | --- |
| 14 novembre 1833             | 5 octobre 1848                | Louis-Pierre Jolly  |             | Propriétaire à Moutiers-les-Mauxfaits Maire du Bernard (1841-1858) |
| 5 octobre 1848               | 28 août 1852                  | Alexandre Priouzeau |             | Propriétaire Maire de Moutiers-les-Mauxfaits (1848-1852) |
| 28 août 1852                 | 23 août 1858 (démissionnaire) | Jean Humier         | Royaliste   | Propriétaire au Givre, conseiller d'arrondissement |
| 23 août 1858                 | 23 octobre 1871               | Benoît Pervinquière |             | Juge de paix à Napoléon-Vendée |
| 23 octobre 1871              | 22 août 1898                  | Eugène Bourmaud     | Républicain | Notaire à Moutiers-les-Mauxfaits Maire de Moutiers-les-Mauxfaits (1879-1896) |
| 22 août 1898                 | 30 mars 1832 (décès)          | Raoul Pacaud        | Radical     | Médecin Maire d’Angles (1897-1932) Membre de la Chambre des députés (1914-1919 et 1928-1932), élu dans la première circonscription de la Vendée Président du conseil général (1920-1928) |
| 29 août 1932                 | 12 octobre 1940               | René Girardeau      | RI          | Médecin au Champ-Saint-Père Conseiller municipal, adjoint au maire du Champ-Saint-Père Nommé conseiller départemental en 1943                                                            |
| Vacance du siège (1940-1945) |                               |                     |             | |
| 29 octobre 1945              | 19 mai 1956 (décès)           | René Girardeau      | Radical     | Médecin au Champ-Saint-Père Conseiller municipal, adjoint au maire du Champ-Saint-Père                                                                                                   |
| 2 juillet 1956               | 18 mars 1964                  | Henri Caillemer     | CNIP        | Exploitant agricole Maire du Givre (1953-1981) Membre de l’Assemblée nationale (1958-1962), élu dans la deuxième circonscription de la Vendée                                            |
| 18 mars 1964                 | 27 mai 1975 (décès)           | Corentin Riou       | UDR         | Maire de Moutiers-les-Mauxfaits (1959-1975) |
| 17 novembre 1975             | 3 mars 1981 (décès)           | Henri Caillemer     | CNIP UDF    | Exploitant agricole Maire du Givre (1953-1981) |
| 15 mai 1981                  | 23 mars 2001                  | Léon Aimé           | UDF         | Exploitant agricole Maire de Moutiers-les-Mauxfaits (1975-1995) Membre de l’Assemblée nationale (1993-1997), élu dans la deuxième circonscription de la Vendée                           |
| 23 mars 2001                 | 2 avril 2015                  | Marcel Gauducheau   | DVD         | Cadre de santé retraité Maire du Champ-Saint-Père (depuis 1989) Président de la communauté de communes du Pays-Moutierrois (1995-2014)                                                   |

### Conseillers d'arrondissement (de 1833 à 1940)
| Période                                  | Période | Identité                                | Étiquette    | Qualité |
| ---------------------------------------- | ------- | --------------------------------------- | ------------ | --- |
| 1833                                     | 1845    | Benoit François Nicolas Detroye         |              | Maire de Moutiers                                                                                           |
| 1845                                     | 1852    | Jean Humier                             |              | Ancien notaire, propriétaire au Givre                                                                       |
|                                          |         |                                         |              | |
| av.1865                                  |         | Henri Duchaine                          |              | Propriétaire, maire de Moutiers                                                                             |
|                                          |         |                                         |              | |
| av.1913                                  |         | Joseph Désassis                         | Républicain  | Propriétaire aux Aires, Saint-Vincent-sur-Graon                                                             |
|                                          |         |                                         |              | |
|                                          | 1931    | Léopold Trémit                          | RG           | Maire de Champ-Saint-Père                                                                                   |
| 1931                                     | 1937    | Raymond de La Roque-Latour              | Conservateur | Maire de Saint-Sornin                                                                                       |
| 1937                                     | 1940    | Jean Maurice Irénée Monnier (1910-1943) | URD          | Contrôleur des cointributions indirectes, maire de Moutiers                                                 |
| 1940                                     |         |                                         |              | Les conseils d'arrondissement ont été suspendus par la loi du 12 octobre 1940 et n'ont jamais été réactivés |
| Les données manquantes sont à compléter. |         |                                         |              | |

## Démographie
| 1831  | 1836  | 1841  | 1846   | 1851   | 1856   | 1861   | 1866   | 1872   |
| ----- | ----- | ----- | ------ | ------ | ------ | ------ | ------ | ------ |
| 8 339 | 9 126 | 9 594 | 10 219 | 10 545 | 11 005 | 11 576 | 12 058 | 12 066 |

| 1876   | 1881   | 1886   | 1891   | 1896   | 1901   | 1906   | 1911   | 1921   |
| ------ | ------ | ------ | ------ | ------ | ------ | ------ | ------ | ------ |
| 12 206 | 12 436 | 12 753 | 13 138 | 12 992 | 12 977 | 12 929 | 12 427 | 11 198 |

| 1926   | 1931   | 1936   | 1946   | 1954  | 1962   | 1968  | 1975   | 1982   |
| ------ | ------ | ------ | ------ | ----- | ------ | ----- | ------ | ------ |
| 10 837 | 10 627 | 10 636 | 10 405 | 9 238 | 10 071 | 9 965 | 10 099 | 10 557 |

| 1990   | 1999   | 2006   | 2011   | - | - | - | - | - |
| ------ | ------ | ------ | ------ | - | - | - | - | - |
| 11 170 | 12 078 | 13 630 | 12 245 | - | - | - | - | - |